# Komor András
Komor András (Liptószentmiklós, 1898. április 26. – Budapest, Erzsébetváros, 1944. október 26.) magyar költő, író, filmkritikus.

## Élete
Komor Arnold és Barach (Baracs) Julianna fiaként született. A Pázmány Péter Tudományegyetemen diplomázott magyar–francia szakon. 1917-ben jelentek meg első versei a Nyugatban. Irodalmi, képzőművészeti a Magyar írásban, az Esti Kurírban és a Nyugatban láttak napvilágot. 1930. október 23-án Budapesten, a Terézvárosban házasságot kötött a kispesti születésű Lengyel Gizellával, Lengyel Lajos és Márton Mária lányával. 1934–38 között a Tükör című újság filmkritikusa,  A Franklin Társulat magyar klasszikusok című sorozatát rendezte sajtó alá, később kiadói szerkesztő, korrektor. Munkásságát 1938-ban Baumgarten-díjjal ismerték el. A zsidótörvények miatt munkanélkülivé lett, de az írást továbbra is folytatta. Komját Aladár legalább hat kiadatlan regényéről tudott. Ötnek a címét is közölte (Kísértet a Klauzál utcában, Meluzina, Martin, A hegy, Seherezádé ezerkettedik éjszakája). Többször hívták be munkaszolgátra, próbált elrejtőzni valamelyik ismerősénél, de senki nem vállalta. 1942-ben orvosa, dr. Máday István már feljegyezte róla, hogy öngyilkossági hajlama van, de nem tudta szanatóriumba elhelyeztetni. Az ötödik munkaszolgálatos behívó kézhez vétele után feleségével együtt veronált vett be. A költő azonnal meghalt, utolsó pillanataiban egyik kedvenc francia íróját olvasta. Felesége három évvel túlélte őt, még elintézte, hogy Komor András kéziratai az Országos Széchényi Könyvtárba kerüljenek. 1947. október 31-én ő is véget vetett az életének.

## Művei
- Imádság tavaszi napsütésben. Versek; Magyar Írás, Budapest, 1923 (Kelő Nap sorozat)
- Állomás; Magyar Írás, Budapest, 1925
- A varázsló; Pantheon, Budapest, 1928 (Az új magyar regény)
- Jane and Jonny. Regény; Tevan, Békéscsaba, 1928
- Fischmann S. utódai; Pantheon, Budapest, 1929 (Az új magyar regény)
- Nászinduló. Regény; Pantheon, Budapest, 1934 (Az új magyar regény)
- R. T. Regény; Pantheon, Budapest, 1931 k. (Az új magyar regény)
- A varázsló / Fischmann S. utódai / R. T. Regények és elbeszélések; bev. Thurzó Gábor; Magvető, Budapest, 1970
- Fischmann S. utódai; korabeli sajtóválogatás, Előadások sajtó alá rend., jegyz. Török Petra, közrem. Schweitzer Gábor; Múlt és Jövő, Budapest, 1998
- Nászinduló. Regény; szöveggond. Lukács Annabella; Múlt és Jövő, Budapest, 2006 (Komor András művei)

## Munkássága
Versei expresszionisták és szabadversek, de Kassáktól eltérően bukolikus hangúak. Egész életművére hatottak a francia írók. Hősei kispolgárok, ábrázolásmódja mindig nagyon részletező, egyes kritikusok – például Illés Endre – szerint túlságosan is. Legjobb regénye a Fischmann S. utódai. A családanya halála után három gyerek próbál meg önálló útra térni. A legidősebb, Jenő a családi üzletet folytatja, de túlságosan megalkuvó hozzá. A középső fiú, Lajos vakmerő spekulációkba kezd, húguk Lujza pedig az úriasszonyok unalmas, eseménytelen életét folytatja. A Nászinduló a vidéki és a fővárosi zsidók közötti különbségekkel foglalkozik. Az R.T.-ben pedig egy építési vállalkozás kishivatalnokának egyetlen napját mutatja be. A Varázsló gyerekregény: két tizenéves fiú közül az egyik, Kalmuk elhiteti a másikkal, Bulival hogy tud varázsolni, mire az fanatikus híve lesz. Amikor kiderül az igazság, a csalódott hívő vízbe öli a másikat.